# Владимирский проспект (Санкт-Петербург)
Влади́мирский проспект — улица в Центральном районе Санкт-Петербурга, соединяющая Невский проспект с Загородным. Расположена в направлении с севера на юг, составляет одну магистраль с Литейным проспектом.
Протяжённость составляет 450 метров.

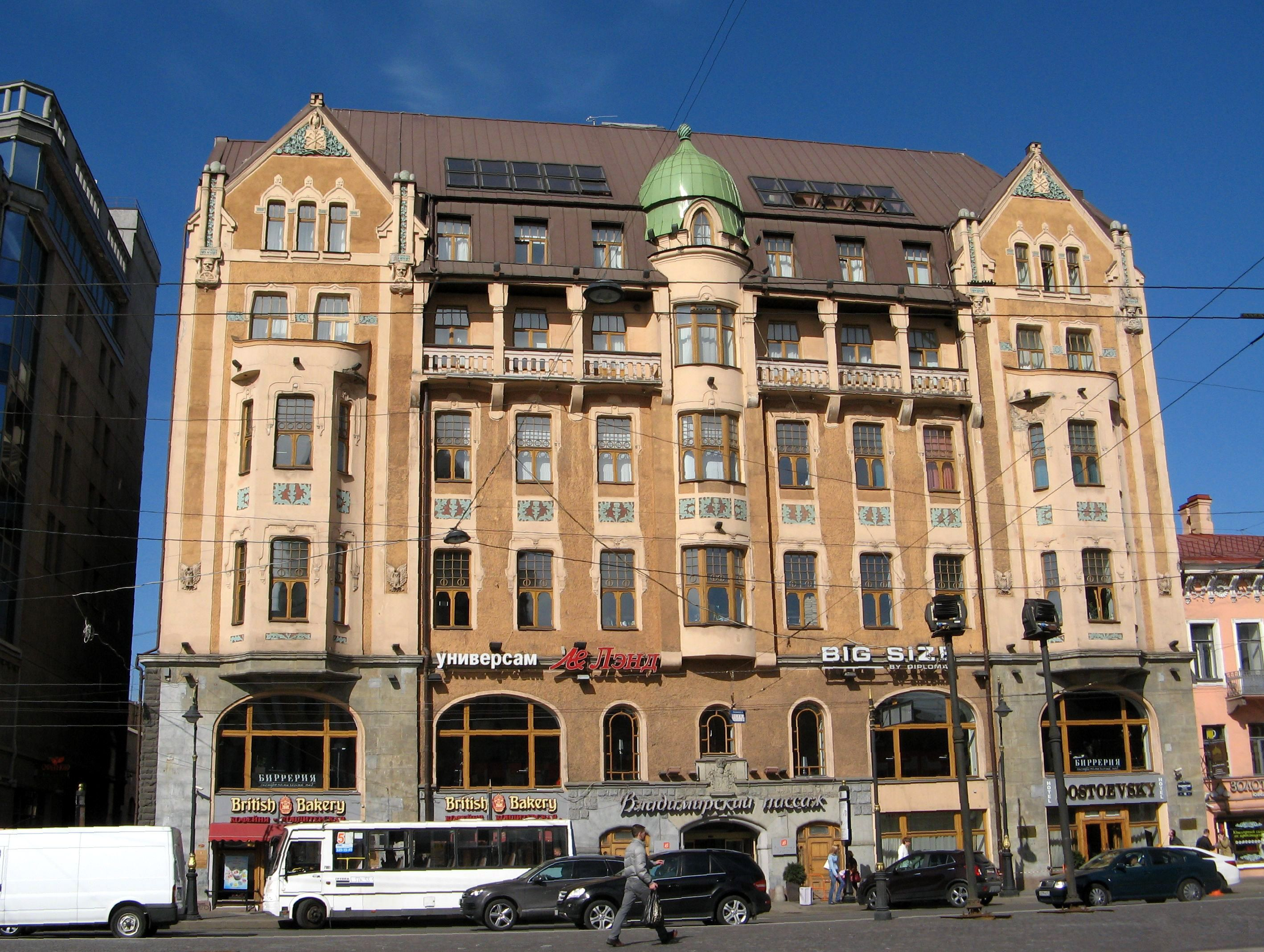
Доходный дом барона И. В. фон Бессера

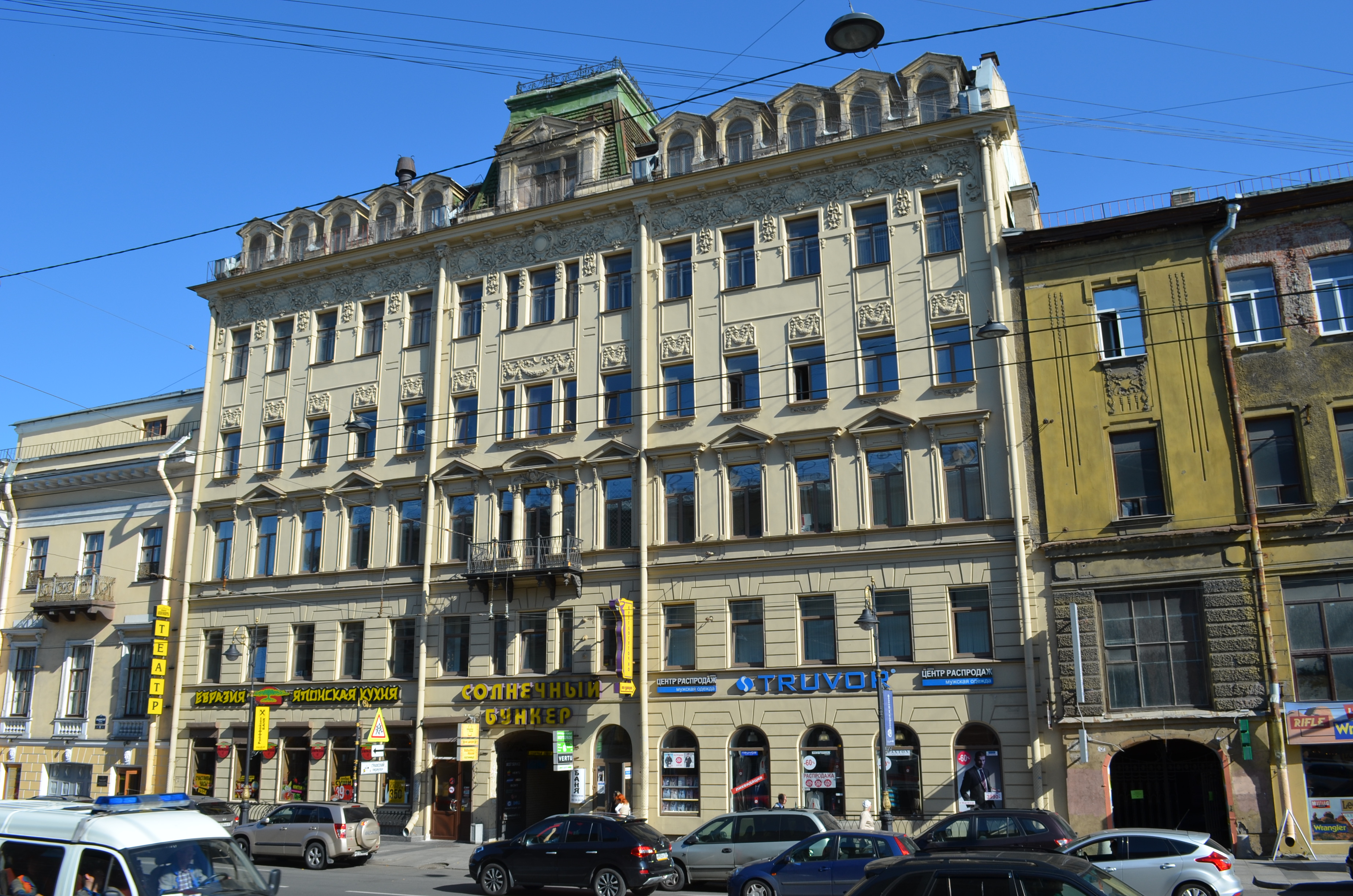
Доходный дом Е. А. Адама

## История
До 1830 года являлся частью Литейного проспекта.
С 1918 по 1944 год Владимирский проспект носил имя С. М. Нахимсона.

## Пересечения
- Владимирская площадь
- Колокольная улица
- Графский переулок
- Стремянная улица
- Невский проспект

## Примечательные здания
- № 3  7831796000 — доходный дом П. И. Лихачёва, 1858—1859 гг., арх-р А. Х. Пель.
- № 1/47, литера Б  ОКН № 781610429000005№ 781610429000005 — угловой, с Невским проспектом, дом купца Н. С. Паскова-Шарапова; затем — дом К. П. Палкина. Для Палкина архитектор А. К. Крейзер перестроил здание в 1873-м году, первый этаж был отдан известному в городе ресторану «Новый Палкин» («Старый» располагался в доме Рихтера на углу Невского проспекта и Садовой улицы). Частыми гостями ресторана были литераторы Фёдор Достоевский, Александр Блок, Антон Чехов, Иван Бунин и многие другие. В 1872 году здесь в типографии Траншеля начал печататься журнал «Гражданин». В 1904—1906 у дома был надстроен пятый этаж, работами руководил архитектор А. С. Хренов[2].
- № 12  ОКН № 781610563640006№ 781610563640006 — дом Корсакова А. И. (Купеческий клуб), 1762—1777 гг., 1826—1828 гг., арх. А. А. Михайлов 2-й. Ныне в здании размещается Театр им. Ленсовета[3].
- № 14 — доходный дом Е. А. Адама (Санкт-Петербургский Столичный ломбард), 1833 г., 1905 г., гражд. инж. А. И. Носалевич.  7831798000
- № 15  7831799000 — доходный дом Б. А. Фредерикса, 2-я четв. XIX в.
- № 17  7802349000 — дом Общества Санкт-Петербургского частного ломбарда, 1825—1826 гг., арх. П. С. Пыльнев.
- № 19  ОКН № 781610563280005№ 781610563280005 — Доходный дом И. В. фон Бессера, 1904 (перестройка), арх-р А. Шульман. Владелец здания барон фон Бессер организовал конкурс на лучший проект надстройки двух дополнительных этажей и капитальной реконструкции, из 88 претендентов победу одержал Карл Вольдемар Аллан Шульман, много работавший в Выборге и Финляндии[4].
- № 20  ОКН № 781420062260006№ 781420062260006 — Владимирский собор.

## Транспорт
В конце проспекта, на Владимирской площади, расположены станции метро «Владимирская» и «Достоевская».
С 1870-х годов по проспекту ходила конка, с 1908 года — трамвай. С 2007 года трамвайные пути не используются для маршрутного движения.
По проспекту проходят маршруты троллейбуса № 3, 8 и 15, а также автобуса № 290.